# Bienertia cycloptera
Bienertia cycloptera är en amarantväxtart som beskrevs av Aleksandr Andrejevitj Bunge och Pierre Edmond Boissier. Bienertia cycloptera ingår i släktet Bienertia och familjen amarantväxter. Inga underarter finns listade i Catalogue of Life.

## Bildgalleri

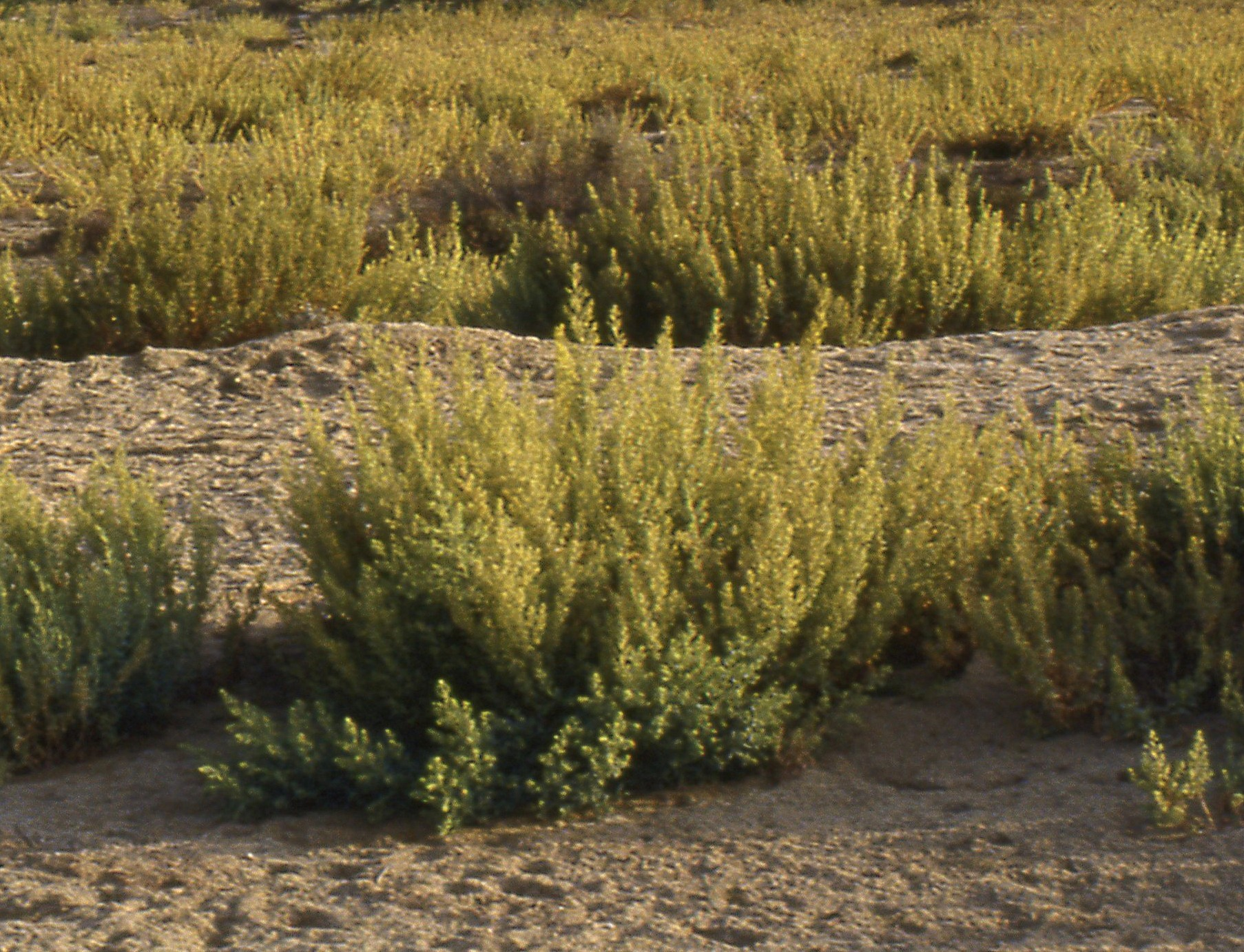
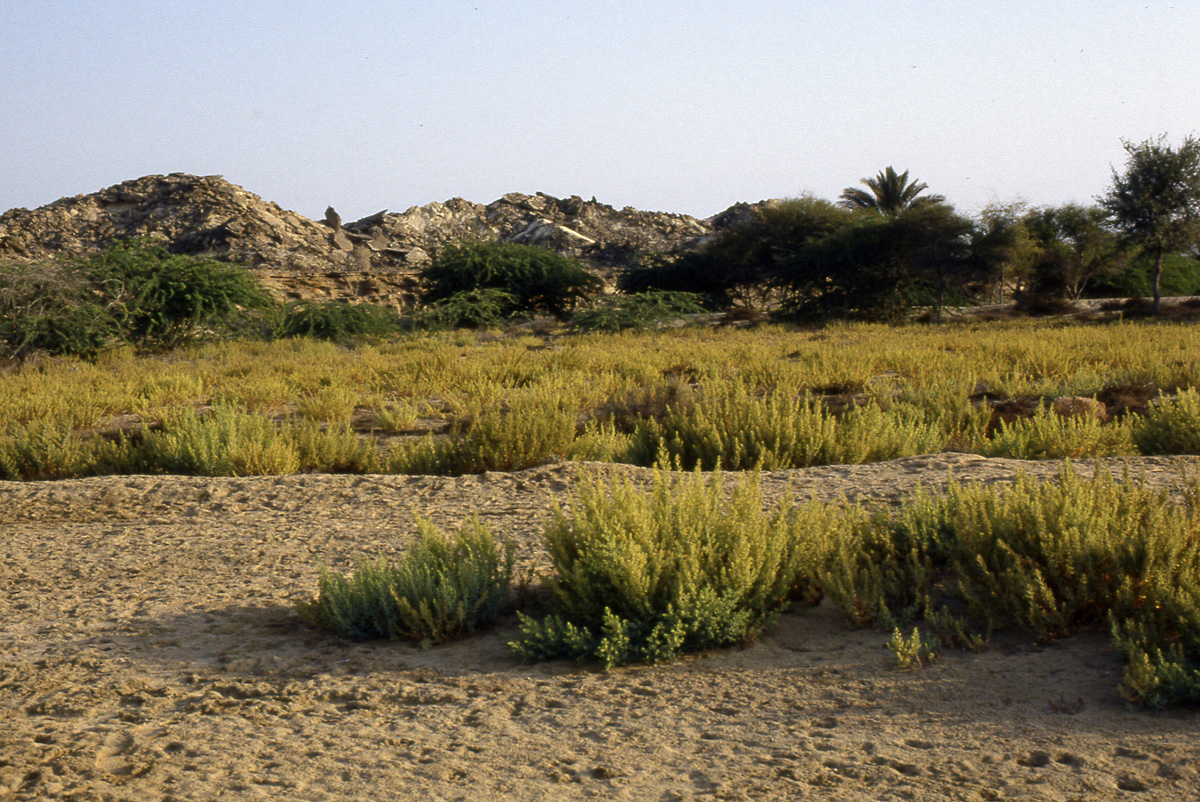